# Jay Wright Forrester
Jay Wright Forrester (født 14. juli 1918, død 16. november 2016) var en amerikansk edb-ingeniør og videnskabsmand.